# أبو عبد الله التستري
أبو عبد الله التُّسْتَري (273 - 345 هـ / 886 - 956 م) هو قاض من أهل البصرة.
هو أبو عبد الله محمد بن أحمد بن محمد بن عمرو التستري، وهو من أقارب سهل بن عبد الله التستري. كان عالماً بمذهب الإمام مالك، وصنف في «مناقبه» نحو عشرين جزءاً، وله كتاب في «فضائل أهل المدينة».